# Вовчків (Бориспільський район)
Вовчкі́в — село в Україні, у Переяславській міській громаді Бориспільського району Київської області. Населення становить 589 осіб.

## Історія
Легенда про заснування цього села — з часів Київської Русі. Дикі заболочені нетрі заплав річки Трубіж рятували русичів від набігів кочівників і татаро-монгольських полчищ.
За козаччини село належало до першої Переяславської сотні Переяславського полку Війська Запорозького.
29 липня 1689 року полковник Леонтій Полуботок надав полковому хорунжому Олександру Сулимі села Вовчків і Строкову.
Селом володів осаул Іван Данилович Кирпич універсалом від 11 травня 1717 року 

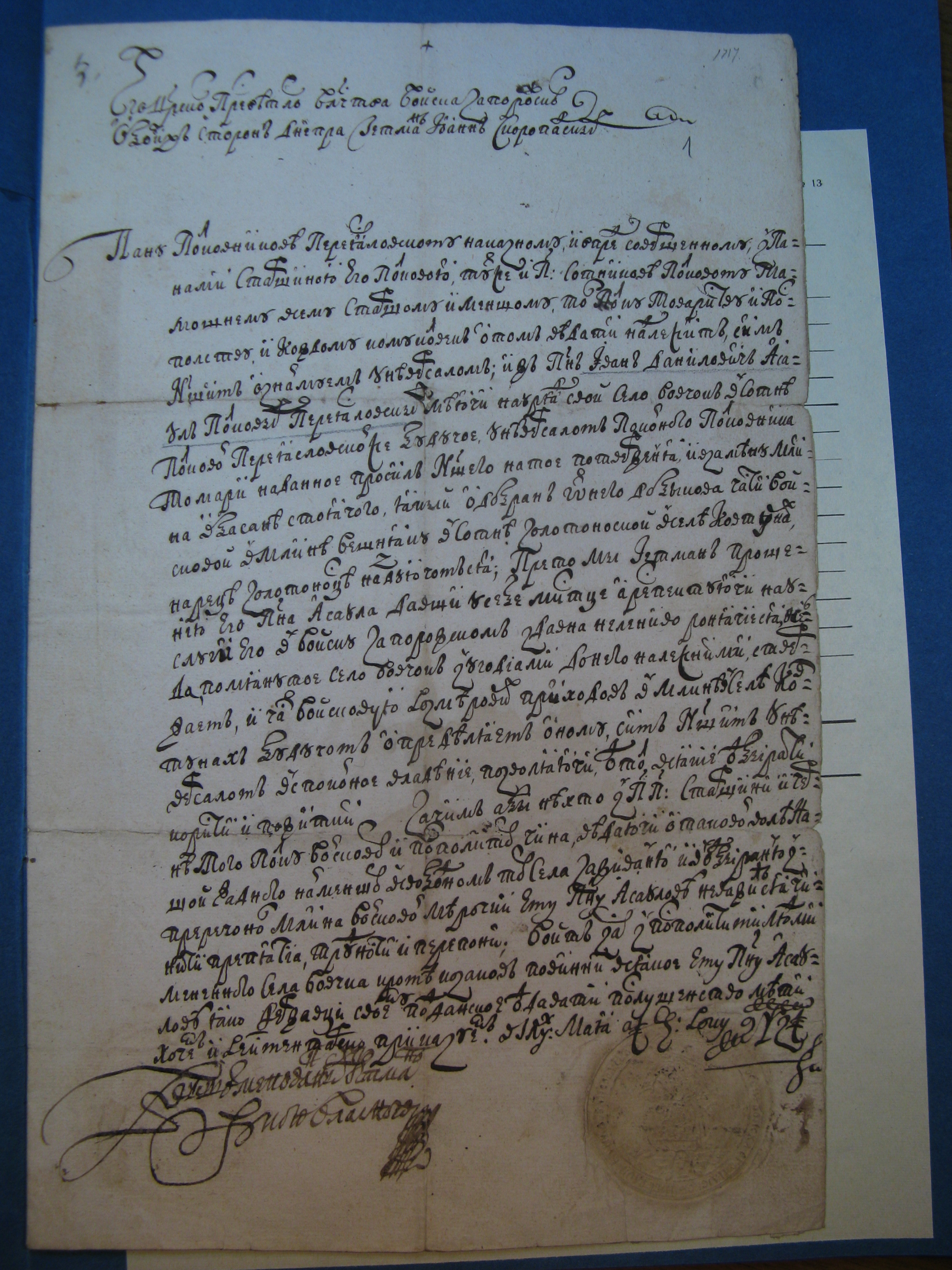
Універсал від 11 травня 1717 року виданий гетьманом Іваном Скоропадським на підтвердження володіння осавулом Іваном Даниловичем с. Вовчок

У 1755 році гетьман Кирило Розумовський відновив третю Переяславську сотню до якої увійшов і Вовчків.
З 1779 року церква св. Параскеви П'ятниці
За описом Київського намісництва 1781 року село Вовчків відносилось до Переяславського повіту даного намісництва. На той час у ньому нараховувалось: 11 хат — виборних козаків, 9 хат — козаків підпомічників, 9 хат — посполитих коронних, у тому числі рангових, 33 хати — посполитих, різночинських і козацьких підсусідків. Всього було 62 хати.
За книгою Київського намісництва 1787 року, у селі проживало 112 душ. У той час Вовчків був у володінні різного звання «казених людей», козаків і власників — статського радника Івана Вишневського і полковника Луки Лукашевича.
Є на мапі 1787 року
З ліквідацією Київського намісництва село як і увесь Переяславський повіт перейшло до складу Полтавської губернії.
1910 - село Дем’янської волості Переяславського повіту Полтавської губернії, 219 господарств, мешкало 1362 особи обох статей разом з найманими робітниками.
За радянської влади в 1930 році у селі організовано колгосп ім. Будьонного. Тоді, у селі нараховувалось 352 двори, проживало 1691 чоловік. За спогадами очевидців розкуркулили спершу трьох заможних селян, а потім і тих, хто не записався в колгосп. Загальна кількість убитих голодом 1932—1933 рр. 100 чоловік. До наших днів збереглись лише офіційні дані про смерть у селі в 1932 році 40 жителів. Для порівняння, у с. Виповзки в 1932 році також померло всього 43 жителі, зате у 1933-му — 424.

Братська могила солдат Радянської Армії та пам'ятник воїнам-односельцям, біля клубу с.Вовчків

1993 на сільському кладовищі встановлено хрест пам'яті жертв Голодомору 1932—1933 рр.
Найбільшим спортивною та медійною подією сучасності є футбольне дербі колективів Вовчківа та Дівичок. Зазвичай ці матчі розпочинаються та закінчуються ММА-спарингами, а знайти суддів для цих змагань дедалі частіше все складніше та складніше. Однако накал страстєй того вартий!

## Люди
- Коломієць Володимир Родіонович (1935, Вовчків - 24.08.2017 р.) — український поет.